# Musée d'Art moderne et contemporain de Saint-Étienne Métropole
 (octobre 2024).
Le musée d'Art moderne et contemporain de Saint-Étienne Métropole héberge plus de 20 000 œuvres dont 1 500 pièces design. Construit par l'architecte Didier Guichard, il a été inauguré à l'entrée nord de la ville de Saint-Étienne, sur la commune de Saint-Priest-en-Jarez (Loire), le 10 décembre 1987.
Il a été dirigé de 1987 à 1998 par Bernard Ceysson, puis jusqu'en 2003 par Jacques Beauffet. De juillet 2003 à décembre 2016, Lorand Hegyi est le directeur général. Martine Dancer assure l'intérim à partir de janvier 2017 jusqu'à l'arrivée d'Aurélie Voltz le 2 octobre 2017.

## Présentation
Le musée d'Art moderne et contemporain de Saint-Étienne Métropole détient l'une des plus importantes collections en France d'œuvres du XIXe au XXIe siècle[réf. nécessaire] et offre l'un des plus riches panoramas[passage promotionnel] de la création artistique internationale du XXe siècle (peinture, sculpture, photographie, design).
Issu des collections du musée d'Art et d'Industrie puis du musée d'Art moderne de la ville de Saint-Étienne créé en 1987, le musée a fait l'objet, au 1er janvier 2001, d'un transfert à la communauté d'agglomération, Saint-Étienne Métropole, dont il dépend désormais.
La collection constituée et systématiquement enrichie depuis 1947, est l'une des rares[passage promotionnel] qui, du début du siècle aux tendances les plus récentes, soit capable de témoigner de ce qu'a été, dans sa complexité, le développement de l'art occidental à l'ère industrielle.
L'ouverture, à partir de la fin des années 1980, à de nouveaux domaines de collection consacrés au design et à la photographie font même du musée d'Art moderne de Saint-Étienne Métropole l'un des seuls[passage promotionnel], avec le musée national d'Art moderne, à pouvoir rendre compte de la création plastique au XXe siècle dans toute son étendue et sa diversité.
La collection fait l'objet de nombreux prêts (plus de six cents par an)[réf. nécessaire] et d'expositions hors les murs en France et à l'étranger. Elle est exposée par thématique et par roulement dans certaines salles du musée :
La plus grande partie des espaces du bâtiment construit par Didier Guichard en 1987 accueille des expositions temporaires d'art contemporain.
Ces dernières années de grands noms de la création contemporaine internationale ont été présentés, certains pour la première fois en France[réf. nécessaire] :

## Les collections

### Art moderne et contemporain
Les collections du musée contiennent des œuvres de nombreux artistes et designers tels que :
- Wassily Kandinsky
- Salvatore Garau
- Yves Klein
- Jean Arp
- Art & Language
- Georg Baselitz
- Émile Beaussier
- Blanc et Demilly
- Christian Boltanski
- Günter Brus
- Daniel Buren
- Anthony Caro
- Paul Charavel
- Joe Colombo
- Jean Couy
- Anthony Cragg
- Enzo Cucchi
- Dado
- Wim Delvoye
- Jean Dubuffet
- Max Ernst
- Alexandra Exter
- Jean Fautrier
- Robert Filliou
- Emmanuel Fontaine
- Otto Freundlich
- Bernard Frize
- Ludger Gerdes
- Jochen Gerz
- Gilbert et George
- Dominique Gonzalez-Foerster
- Hans Hartung
- Jean Hélion
- Tamás Hencze (eo)
- Thomas Hirschhorn
- Fabrice Hyber
- René Iché
- Donald Judd
- Wassily Kandinsky
- Salvatore Garau
- Yves Klein
- František Kupka
- Bertrand Lavier
- Fernand Léger
- Jean Legros
- Jean Le Moal
- Alberto Magnelli
- Henri Matisse
- Mario Merz
- Joan Miró
- Robert Morris
- Claes Oldenburg
- Roman Opalka
- Dennis Oppenheim
- Orlan
- Yan Pei-Ming
- Giuseppe Penone
- Francis Picabia
- Pablo Picasso
- Pascal Pinaud
- Sigmar Polke
- Adrian Ludwig Richter
- Georges Romathier
- Roland Sabatier
- Kurt Schwitters
- Alain Séchas
- Gino Severini
- Pierre Soulages
- Frank Stella
- Thomas Struth
- Lee Ufan
- Bram van Velde
- Claude Viallat
- Andy Warhol
- Léon Zack
- Ossip Zadkine

### Œuvres non exposées

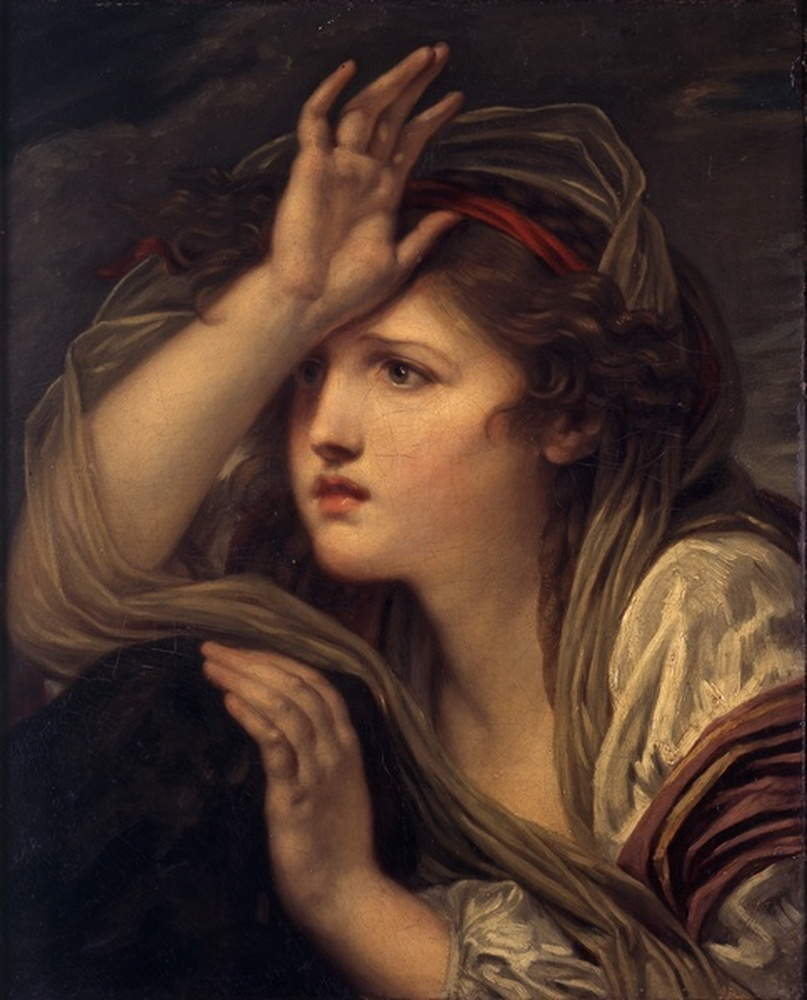
L'Effroi, par Jean-Baptiste Greuze.

Le musée possède aussi des peintures plus anciennes, qui ne sont pas exposées sur le site, en particulier de Louis Bréa, Charles Le Brun (dont L'Entrée du Christ à Jérusalem), Nicolaes Berchem, Willem Claeszoon Heda, Otto Marseus van Schrieck (dont Fleurs, serpents et papillons), Antonio Zanchi, Sebastiano Ricci (Abraham et les trois anges), Jean-Baptiste Marie Pierre, Charles Natoire, Théodore Géricault, Gustave Courbet, Hippolyte Flandrin (Polytès fils de Priam observant les mouvements des Grecs vers Troie), Alexandre Séon (dont Petite marine aux roches rouges), Claude Monet (un tableau de la série des Nymphéas) ou Armand Guillaumin (Le Pin parasol, Le Brusc, environs de Toulon).
Parmi les sculptures, se trouvent des œuvres de Jean-Baptiste Carpeaux (dont Suzanne surprise), Jean-Marie Bonnassieux (dont La Mort de Socrate), Auguste Rodin et Antoine-Louis Barye (dont Lion au serpent).

## Fréquentation
| 2005   | 2006   | 2007   | 2008   | 2009   | 2010   | 2011   | 2012   | 2013   | 2014   | 2015   | 2016   | 2017   | 2018   | 2019   | 2020   | 2021   | 2022   | 2023 |
| ------ | ------ | ------ | ------ | ------ | ------ | ------ | ------ | ------ | ------ | ------ | ------ | ------ | ------ | ------ | ------ | ------ | ------ | ---- |
| 55 049 | 54 808 | 50 468 | 53 898 | 46 523 | 48 893 | 53 554 | 54 383 | 72 411 | 54 665 | 53 750 | 56 690 | 66 540 | 60 660 | 62 235 | 28 360 | 29 206 | 44 687 |      |